# Empoasca dymarka
Empoasca dymarka är en insektsart som beskrevs av Irena Dworakowska 1984. Empoasca dymarka ingår i släktet Empoasca och familjen dvärgstritar. Inga underarter finns listade i Catalogue of Life.